# Cordylancistrus platyrhynchus
Cordylancistrus platyrhynchus es una especie de peces de la familia Loricariidae en el orden de los Siluriformes.

## Morfología
Los machos pueden llegar alcanzar los 9,5 cm de longitud total.

## Hábitat
Es un pez de agua dulce y de clima tropical (23 °C-27 °C).

## Distribución geográfica
Se encuentran en Sudamérica:  cuenca del río Caquetá (cuenca del río Japurá, Colombia ).